# Martha Kessler
Martha Bugariu-Kessler (n. 9 aprilie 1930, Recaș, județul Timiș - d. 8 ianuarie 2000, București) a fost o mezzosoprană din România.
A fost căsătorită cu muzicianul amator, criticul muzical, scriitorul și medicul Klaus Kessler (n. 3 octombrie 1925 la Timișoara – d. 20 decembrie 2005 la București).
Soțul ei a încurajat-o și susținut-o la debutul în spectaculoasa sa carieră de cântăreață, care a durat din 1950 până în 1980. Datorită lui, Martha Bugariu-Kessler a debutat în 1950 la Catedrala Evanghelică din Sibiu cu Missa în si minor (BWV 232) de Johann Sebastian Bach.
Ulterior, a făcut parte din cvartetul vocal al Filarmonicii „George Enescu” din București, unde a cântat timp de 30 de ani.
A susținut spectacole în toată Europa, în Uniunea Sovietică și în Israel. A realizat un concert care a ilustrat cântecul popoarelor pe stiluri și epoci, și a cutreierat lumea cu el, de la Belgrad la Barcelona, de la Marea Roșie la Ierusalim, de la Paris în Crimeea, fiind primită cu respectul datorat marilor artiști.
În țară, a fost adesea oaspete la Filarmonica "Banatul" din Timișoara.

## Distincții
- Ordinul Meritul Cultural clasa a III-a (12 septembrie 1968) „cu prilejul împlinirii a 100 de ani de la înființarea Filarmonicii «George Enescu» din București, [...] pentru merite deosebite în activitatea muzicală”[7]